# Матюх Павло Іванович
Павло Іванович Матюх (4 (17) грудня 1911, с-ще Великий Токмак, Російська імперія (нині — м. Токмак Запорізької області) — 9 серпня 1980, м. Великий Токмак Запорізької області) — Герой Радянського Союзу.

## Біографія
Народився в селянській родині у селищі Великий Токмак у грудні 1911 року.
Здобув середню освіту в школі ФЗУ. До призову в армію працював слюсарем на заводі «Червоний прогрес». Призваний до армії у 1933 році.
Учасник бойових дій у Німецько-радянській війні від самого її початку. Був членом ВКП (б)/КПРС з 1944 року.
Старшина Павло Матюх у боях на підступах до міста Мелітополь наприкінці жовтня 1943 року, будучи помічником командира взводу, замінив його після важкого поранення офіцера. Під командуванням Матюха бійці зайняли важливу позицію в приміщенні цегляного заводу і, відбиваючи контратаки противника, утримували її до приходу підкріплення.
Після війни, будучи вже лейтенантом, Матюх П. І. відправлений у запас (1946 року).
Помер 9 серпня 1980 року.

## Нагороди
- За виконання бойових завдань на фронті та проявлені при цьому мужність та героїзм старшині Матюху Павлу Івановичу указом Президії Верховної Ради СРСР від 1 листопада 1943 року присвоєно звання Героя Радянського Союзу з врученням ордена Леніна та медалі «Золота Зірка» (№ 1301).
- Нагороджений орденами Леніна та Червоної Зірки, а також медалями.